# HIP 4872
HIP 4872 (również Gliese 49) − odległa o 32,8 lat świetlnych gwiazda typu widmowego M znajdująca się w gwiazdozbiorze Kasjopei. Jej obserwowana wielkość gwiazdowa wynosi 9,56m.